# Ludwig I. (Ungarn)

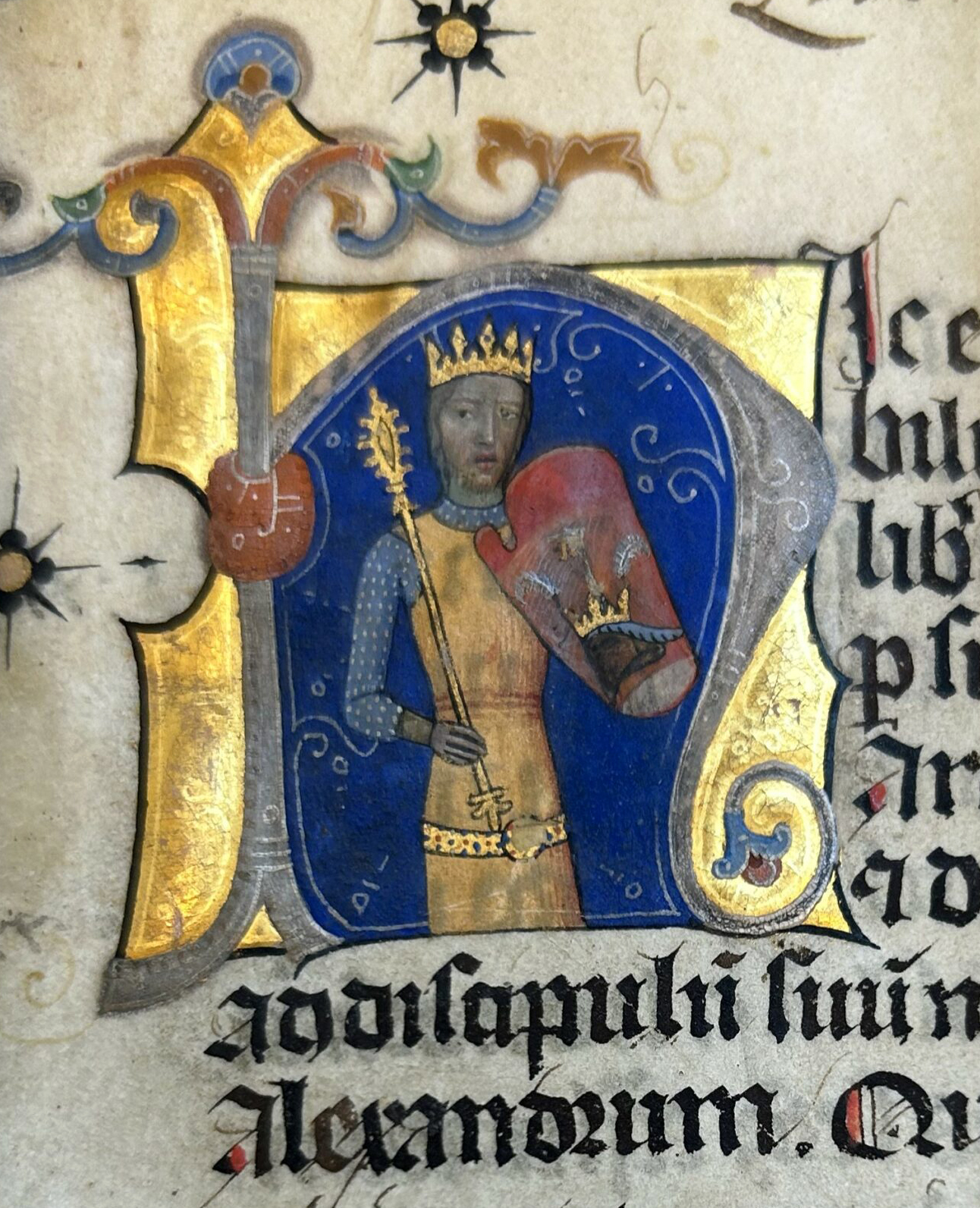
Ludwig der Große, König von Ungarn und Polen, dargestellt im Secretum Secretorum (Geheimnis der Geheimnisse)

Ludwig der Große (ungarisch Lajos I. Nagy – Ludwig der Große, serbokroatisch Ljudevit Anžuvinski – Ludwig von Anjou, polnisch Ludwik Węgierski (Andegaweński) – Ludwig der Ungar oder von Anjou; * 5. März 1326 in Visegrád; † 10. September 1382 in Trnava) aus dem Haus Anjou war von 1342 bis zu seinem Tod König von Ungarn und Kroatien, ab 1370 zudem auch König von Polen.

## Ludwig als König von Ungarn

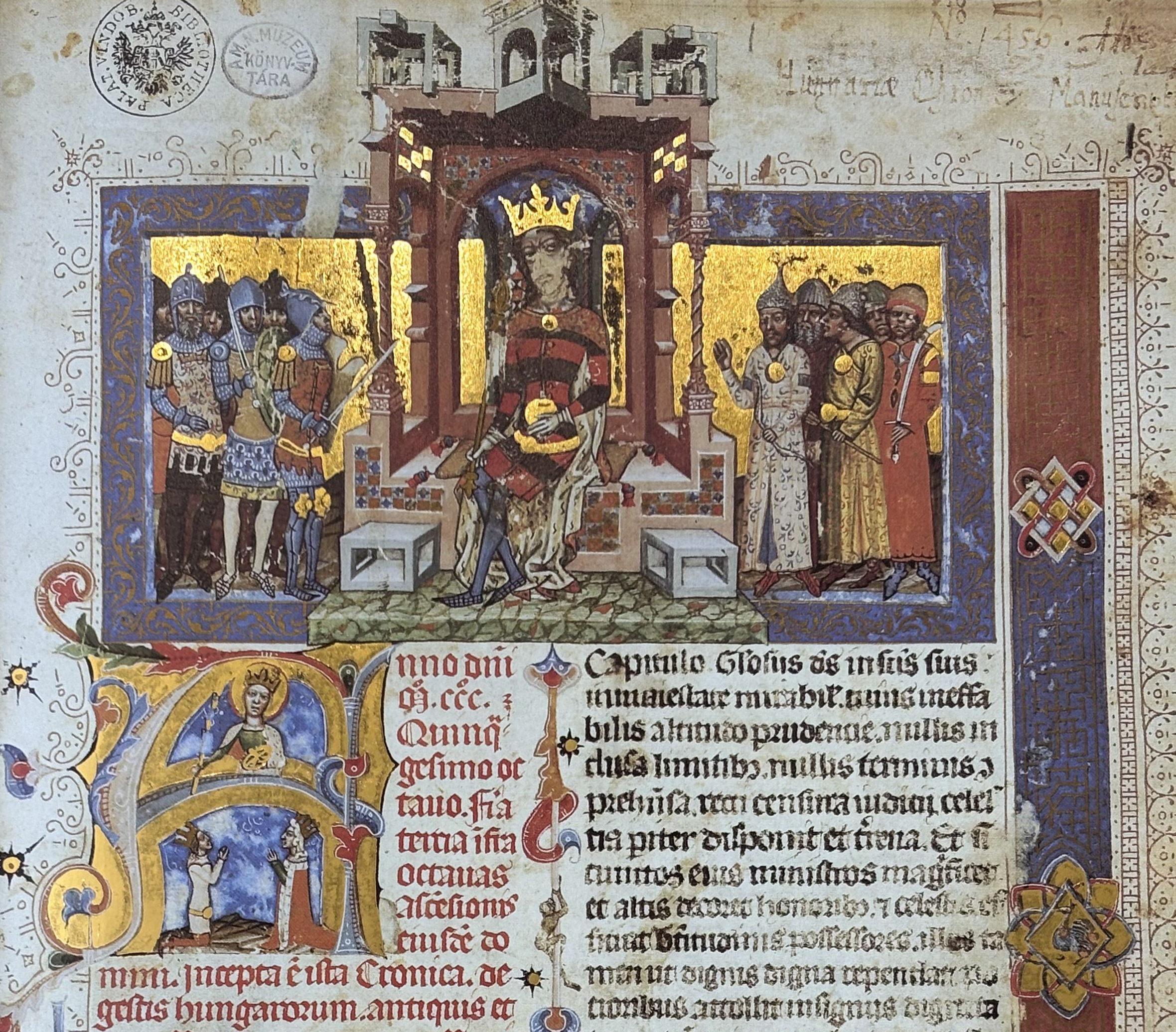
König Ludwig auf dem Thron inmitten seiner Ritter (Ungarische Bilderchronik, 1358)

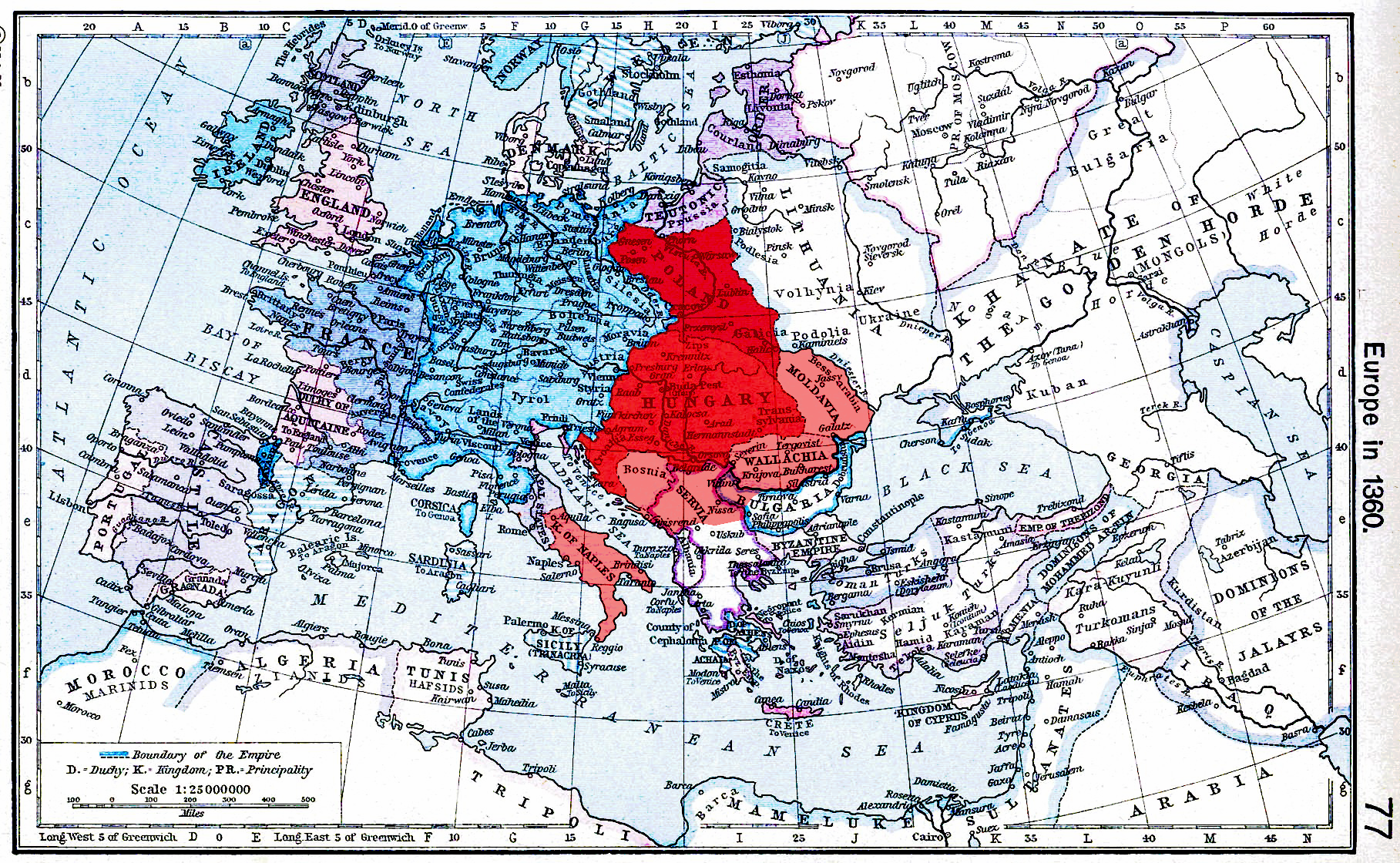
Herrschaftsgebiete Ludwigs (rot) und Vasallenstaaten (hellrot)

Ludwig I. war Sohn des Königs Karl-Robert von Ungarn aus dem Haus Anjou und seiner Gemahlin Elisabeth geb. Prinzessin von Polen, Schwester des letzten Piasten, König Kasimirs des Großen. Nach dem Tod seines Vaters folgte Ludwig diesem 1342 als König und wurde in Székesfehérvár (Stuhlweißenburg) gekrönt. Ludwig war bestrebt, die Position Ungarns als eine europäische Großmacht auszubauen und die Königsmacht zu stärken. Ludwigs jüngerer Bruder Andreas wurde nach dem Willen des Papstes als Prinzgemahl der Königin Johanna von Neapel aufgestellt. Karl von Durazzo wurde darauf zum Anführer einer Opposition, die Andreas 1345 in Aversa ermordete. Um den Tod seines Bruders zu rächen, erschien König Ludwig I. 1347 mit einem Heer in Süditalien. Während Königin Johanna und ihr zweiter Ehemann, Ludwig von Tarent, in die Provence flüchteten, blieb Karl von Durazzo in Neapel zurück. Er huldigte auch dem Ungarnkönig als neuen Herrscher Neapels, doch wurde er von diesem als Hauptverantwortlicher für den Mord an Andreas ausgemacht und hingerichtet.
Im Jahr 1343 wurde Ludwig I. zum Oberherrn der Walachei, 1344/45 beteiligte er sich an einem Kriegszug des Deutschen Ordens und Johanns von Böhmen gegen Litauen. In zwei Kriegen gegen die Republik Venedig (1356–58 und 1378–81) gewann er Dalmatien und die Schutzherrschaft über die Republik Ragusa (Dubrovnik). Der am 18. Februar 1358 mit den Venezianern geschlossene Friede von Zadar blieb bis 1409 in Kraft, als Ladislaus von Neapel Dalmatien an Venedig verkaufte.
Ludwig erhob 1351 seinen zweiten Bruder Stephan zum Regenten von Kroatien und Dalmatien, später auch von Slawonien.

In seiner Innenpolitik stützte sich Ludwig I. auf die Magnaten, die vom Hofe abhängig waren und auf die Würdenträger der Kirche, war jedoch gleichzeitig bedacht, das Gleichgewicht zwischen den Magnaten und der Masse des Kleinadels beizubehalten. So erneuerte er 1351 die von Andreas II. gewährte Goldene Bulle und bestätigte dadurch die Rechte des Klein- und Mitteladels. Durch Verwaltungsreformen beschnitt er die Rolle des Reichstags und verlegte das Hauptgewicht auf Komitate (Grafschaften), die statt Militärzentren zu Organen der Administration und des Justizwesens wurden. 1367 ließ Ludwig die Universität von Fünfkirchen gründen. Die Macht des Königs wurde in seinem gesamten Herrschaftsgebiet dadurch geschwächt, dass er über keinen männlichen Erben verfügte.

## Ludwig als König von Polen

Wappen Ludwigs

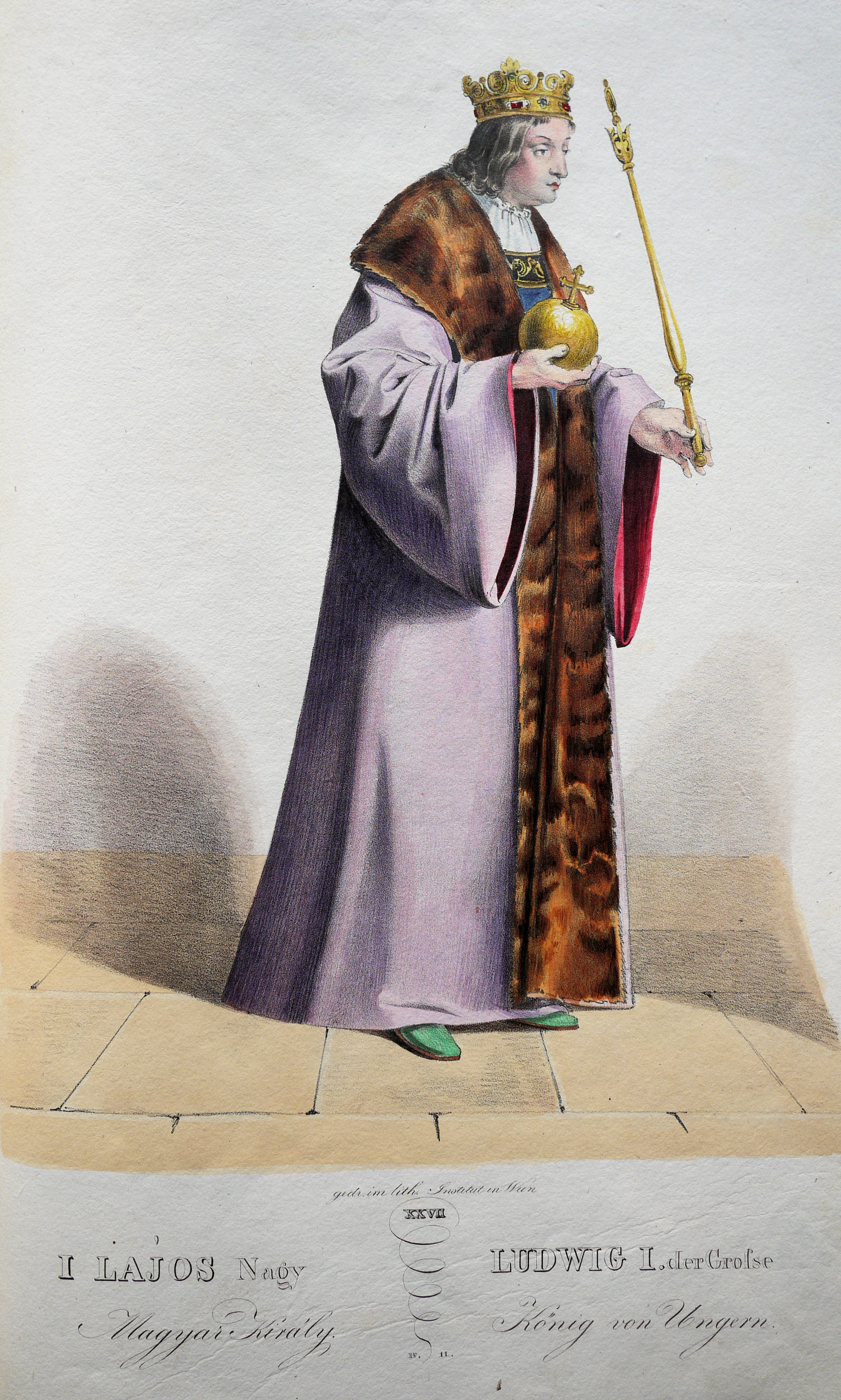
Ludwig I. Lithographie von Josef Kriehuber nach einer Zeichnung von Moritz von Schwind um 1828

Da sein Onkel König Kasimir III. von Polen keine männlichen Nachkommen hatte, hatte er bereits 1351 Ludwig als Erben der polnischen Krone eingesetzt. Nach Kasimirs Tod 1370 wurde Ludwig dann am 17. November 1370 in Krakau von Erzbischof Jaroslaw I. Bogoria von Gnesen zum König von Polen gekrönt. Schon vor seinem Herrschaftsantritt gewährte Ludwig dem polnischen Adel 1355 im Privileg von Buda das Königswahlrecht, verzichtete zudem auf das Recht, außerordentliche Steuern zu erheben, auf kostenlose Gastung und auf den Kriegsdienst polnischer Adliger außerhalb Polens ohne Entschädigung. Dadurch verfügte Ludwig nach seiner Krönung zum König von Polen über eine wesentlich schwächere Position als seine Vorgänger. Er bemühte sich auch nicht intensiv um die Herrschaftsdurchsetzung in Polen, sondern zog sich nach Ungarn zurück und übertrug die Regentschaft in Polen seiner Mutter Elisabeth.
Das ungarische Regime wurde in Polen von den kleinpolnischen Magnaten unterstützt, während die großpolnischen Anhänger des Piasten Ziemowit IV. von Masowien gegen den neuen Herrscher opponierten. Gleichzeitig bemühte Ludwig sich, einzelne Randprovinzen, etwa die Ländereien um Lemberg, aus dem polnischen Staatsverband herauszubrechen und in Ungarn zu integrieren. In anderen Gebieten übten hingegen lokale Fürsten die tatsächliche Macht aus.
Am restlichen Polen war Ludwig nur soweit interessiert, als er es als Mitgift für seine aus seiner 1353 geschlossenen zweiten Ehe (seine erste Ehefrau Margarethe von Luxemburg starb noch als Kind) mit Elisabeth (Jelisaveta), der Tochter des Banus von Bosnien, Stjepan II., stammenden Töchter Maria und Hedwig nutzen wollte. Allerdings stand dies im Widerspruch zu der 1339 geschlossenen Vereinbarung, dass lediglich männliche Nachkommen in Polen erbberechtigt sein sollten. 1374 gelang es Ludwig mit dem Privileg von Kaschau (von Wladislaus II. von Oppeln), beim polnischen Adel die Einwilligung in die weibliche Erbfolge zu erlangen. Das Privileg senkte die Steuerlast des Adels erheblich ab, verbot die Einsetzung von Ausländern in Verwaltungsämter und verpflichtete den König, Polen als eigenständiges Königreich zu erhalten und sich für die Rückgewinnung verlorener Gebiete einzusetzen. Das Privileg wurde zur Grundlage der späteren Adelsdemokratie in Polen. Wegen seiner ständigen Abwesenheit und der Konzentration auf dynastische Pläne blieb Ludwig in Polen unbeliebt, kümmerte sich jedoch um die Entwicklung des Handels und der Städte.
Bereits vor Ludwigs Herrschaftsantritt hatte der großpolnische Adel mehrfach versucht, verschiedene Mitglieder von piastischen Seitenlinien auf den polnischen Thron zu heben, war damit jedoch nur in wenigen Regionen erfolgreich gewesen. Nach Plünderungen durch Litauer 1376, gegen die Ludwig kaum etwas unternommen hatte, wuchs auch in Kleinpolen der Unmut. Im Dezember des Jahres kam es in Krakau zu einem Aufstand, bei dem die ungarische Besatzung erschlagen und die Statthalterin Elisabeth vertrieben wurde. Nun reagierte Ludwig und begann die von Litauern besetzten Gebiete zurückzuerobern, betrieb jedoch gleichzeitig weiter die Herauslösung Rotreußens aus dem polnischen Reichsverbund und seine Eingliederung nach Ungarn. Dadurch brachen auch in Großpolen offene Aufstände aus. Ohne ihnen Einhalt geboten zu haben, starb Ludwig 1382 in Nagyszombat im damaligen Ungarn (heute Trnava in der Slowakei). Er wurde in Székesfehérvár bestattet.

## Familie
Ludwig heiratete 1345 Margarete (* 1335; † 1349), die älteste Tochter von Kaiser Karl IV. und Blanca Margarete von Valois.
In zweiter Ehe heiratete er 1353 Elisabeth von Bosnien (* 1340; † 1387), Tochter des Bans von Bosnien Stjepan II. Kotromanić und der Elisabeth von Kujawien. Mit ihr hatte er vier Kinder:
- Maria (* 1365; † 1366)
- Katharina (* 1370; † 1378), 1374 verlobt mit Ludwig von Frankreich (* 1372; † 1407), Sohn des französischen Königs Karl V. und Johanna von Bourbon
- Maria (* 1371; † 1395), Königin von Ungarn ⚭ 1385 Sigismund von Luxemburg (* 1368; † 1437), Römischer Kaiser, König von Deutschland, Böhmen etc.
- Hedwig (* 1373; † 1399), Königin von Polen ⚭ 1386 Jogaila (* 1351; † 1434), Großfürst von Litauen